# Дискография Нэнси Гриффит
Дискография американской автора-исполнителя Нэнси Гриффит включает 18 студийных и два концертных альбома, восемь сборников, 30 синглов, шесть видеоальбомов и 11 клипов. Хотя артистка получила широкое признание как сочинитель песен, в качестве певицы она имела ограниченный коммерческий успех, в том числе из-за специфического тембра голоса и несоответствия её музыки, лежавшей на стыке кантри, фолка и рока, чётким радиоформатам. Хитами композиции Гриффит в итоге становились в интерпретациях других артистов, таких как Кэтти Маттеа или Сьюзи Боггасс.
Тем не менее семь её собственных синглов попали в американский чарт Hot Country Songs (из них два достигли Топ-40); семь альбомов вошли в Billboard 200 (один пробился в Топ-50) и три в Top Country Albums (два добрались до Топ-30). Особенно же популярной исполнительница была в Великобритании: там девять её лонгплеев отметились в UK Albums Chart (два поднимались в Топ-20) и 16 в UK Country Artists Albums Chart (семь возглавляли данный хит-парад, другие семь оказались в Топ-5, а остальные — в Топ-10). Кроме того, многие синглы Гриффит издавались только в этой стране (в UK Singles Chart засветились два). Ещё два её трека появлялись в ирландском Irish Singles Chart, где обернулись единственными в карьере артистки шлягерами Топ-10 и Топ-20. На счету певицы также один золотой альбом (в США) и один серебряный (в Соединённом Королевстве).

## Альбомы

### Студийные альбомы
Сольные студийные лонгплеи артистки. В общей сложности 18 релизов.
| Год  | Альбом                                                                                           | Высшие позиции в чартах | Высшие позиции в чартах | Высшие позиции в чартах | Высшие позиции в чартах | Высшие позиции в чартах | Высшие позиции в чартах | Высшие позиции в чартах | Высшие позиции в чартах | Высшие позиции в чартах | Высшие позиции в чартах | Сертификация |
| Год  | Альбом                                                                                           | США                     | США Кант.               | США А/Ф                 | США Инди                | ВЕЛ                     | ВЕЛ Кант.               | ВЕЛ Инди                | ВЕЛ Кант. сбор.         | ШОТ                     | НОР                     | Сертификация |
| ---- | ------------------------------------------------------------------------------------------------ | ----------------------- | ----------------------- | ----------------------- | ----------------------- | ----------------------- | ----------------------- | ----------------------- | ----------------------- | ----------------------- | ----------------------- | ------------ |
| 1978 | There’s a Light Beyond These Woods - Релиз: февраль - Лейбл: B.F. Deal - Формат: LP, MC, CD      | —                       | —                       | —                       | —                       | —                       | —                       | —                       | —                       | —                       | —                       | —            |
| 1982 | Poet in My Window - Релиз: май - Лейбл: Featherbed - Формат: LP, MC, CD                          | —                       | —                       | —                       | —                       | —                       | —                       | —                       | —                       | —                       | —                       | —            |
| 1984 | Once in a Very Blue Moon - Релиз: июль - Лейбл: Philo - Формат: LP, MC, CD, ЦД                   | —                       | —                       | —                       | —                       | —                       | —                       | —                       | —                       | —                       | —                       | —            |
| 1986 | The Last of the True Believers - Релиз: декабрь - Лейбл: Philo - Формат: LP, MC, CD, ЦД          | —                       | —                       | —                       | —                       | —                       | 6                       | —                       | —                       | —                       | —                       | —            |
| 1987 | Lone Star State of Mind - Релиз: апрель - Лейбл: MCA Nashville - Формат: LP, MC, CD, ЦД          | —                       | 23                      | —                       | —                       | —                       | 1                       | —                       | —                       | —                       | —                       | —            |
| 1988 | Little Love Affairs - Релиз: март - Лейбл: MCA Nashville - Формат: LP, MC, CD, ЦД                | —                       | 27                      | —                       | —                       | 78                      | 1                       | —                       | —                       | —                       | —                       | —            |
| 1989 | Storms - Релиз: сентябрь - Лейбл: MCA Records - Формат: LP, MC, CD, ЦД                           | 99                      | 42                      | —                       | —                       | 38                      | 1                       | —                       | —                       | —                       | —                       | —            |
| 1991 | Late Night Grande Hotel - Релиз: сентябрь - Лейбл: MCA Records - Формат: LP, MC, CD, ЦД          | 185                     | —                       | —                       | —                       | 40                      | —                       | —                       | —                       | —                       | —                       | —            |
| 1993 | Other Voices/Other Rooms - Релиз: февраль - Лейбл: Elektra - Формат: MC, CD, ЦД                  | 54                      | —                       | —                       | —                       | 18                      | 1                       | —                       | —                       | —                       | 10                      | RIAA:        |
| 1994 | Flyer - Релиз: сентябрь - Лейбл: Elektra - Формат: MC, CD, ЦД                                    | 48                      | —                       | —                       | —                       | 20                      | 1                       | —                       | —                       | 11                      | —                       | —            |
| 1997 | Blue Roses from the Moons - Релиз: март - Лейбл: Elektra - Формат: MC, CD, ЦД                    | 119                     | —                       | —                       | —                       | 64                      | 1                       | —                       | —                       | 47                      | 22                      | —            |
| 1998 | Other Voices, Too (A Trip Back to Bountiful) - Релиз: июль - Лейбл: Elektra - Формат: MC, CD, ЦД | 85                      | —                       | —                       | —                       | 170                     | —                       | —                       | 2                       | —                       | 21                      | —            |
| 1999 | The Dust Bowl Symphony - Релиз: сентябрь - Лейбл: Elektra - Формат: MC, CD, ЦД                   | —                       | —                       | —                       | —                       | —                       | 8                       | —                       | —                       | —                       | —                       | —            |
| 2001 | Clock Without Hands - Релиз: июль - Лейбл: Elektra - Формат: CD, ЦД                              | 149                     | —                       | —                       | —                       | 61                      | 5                       | —                       | —                       | 48                      | —                       | —            |
| 2004 | Hearts in Mind - Релиз: октябрь - Лейбл: New Door - Формат: CD                                   | —                       | —                       | —                       | —                       | —                       | 2                       | —                       | —                       | —                       | —                       | —            |
| 2006 | Ruby’s Torch - Релиз: ноябрь - Лейбл: Rounder - Формат: CD, ЦД                                   | —                       | —                       | —                       | —                       | —                       | 2                       | 21                      | —                       | —                       | —                       | —            |
| 2009 | The Loving Kind - Релиз: июнь - Лейбл: Rounder - Формат: CD, ЦД                                  | —                       | —                       | —                       | —                       | —                       | 2                       | —                       | —                       | —                       | —                       | —            |
| 2012 | Intersection - Релиз: февраль - Лейбл: Hell No - Формат: CD, ЦД                                  | —                       | —                       | 8                       | 45                      | —                       | 1                       | 17                      | —                       | 71                      | —                       | —            |

### Концертные альбомы
Концертные лонгплеи артистки. В общей сложности два релиза.
| Год  | Альбом                                                                                  | Высшие позиции в чартах | Высшие позиции в чартах | Высшие позиции в чартах | Высшие позиции в чартах | Высшие позиции в чартах | Сертификация |
| Год  | Альбом                                                                                  | США                     | США Кант.               | США А/Ф                 | ВЕЛ                     | ВЕЛ Кант.               | Сертификация |
| ---- | --------------------------------------------------------------------------------------- | ----------------------- | ----------------------- | ----------------------- | ----------------------- | ----------------------- | ------------ |
| 1988 | One Fair Summer Evening - Релиз: ноябрь - Лейбл: MCA Nashville - Формат: LP, MC, CD, ЦД | —                       | 43                      | —                       | —                       | 3                       | —            |
| 2002 | Winter Marquee - Релиз: сентябрь - Лейбл: Rounder - Формат: CD                          | —                       | 45                      | —                       | —                       | 3                       | —            |

### Сборники
Компиляции сольного творчества артистки. В общей сложности восемь релизов.
| Год  | Альбом | Высшие позиции в чартах | Высшие позиции в чартах | Высшие позиции в чартах | Высшие позиции в чартах | Высшие позиции в чартах | Высшие позиции в чартах | Высшие позиции в чартах | Сертификация |
| Год  | Альбом | США                     | США Кант.               | США А/Ф                 | ВЕЛ                     | ВЕЛ Кант.               | ВЕЛ Кант. сбор.         | ИРЯ                     | Сертификация |
| ---- | --- | ----------------------- | ----------------------- | ----------------------- | ----------------------- | ----------------------- | ----------------------- | ----------------------- | ------------ |
| 1993 | The MCA Years: A Retrospective - Релиз: октябрь - Лейбл: MCA Records - Формат: MC, CD, ЦД                                             | —                       | —                       | —                       | —                       | —                       | —                       | —                       | —            |
| 1993 | The Best of Nanci Griffith - Релиз: ноябрь - Лейбл: MCA Records - Формат: MC, CD                                                      | —                       | —                       | —                       | 27                      | 3                       | 1                       | —                       | BPI:         |
| 1997 | Country Gold - Релиз: март - Лейбл: MCA Records - Формат: MC, CD, ЦД                                                                  | —                       | —                       | —                       | —                       | —                       | —                       | —                       | —            |
| 1999 | Revisited - Релиз: август - Лейбл: Damian Music - Формат: MC, CD                                                                      | —                       | —                       | —                       | —                       | —                       | —                       | —                       | —            |
| 2000 | Wings to Fly and a Place to Be: An Introduction to Nanci Griffith - Релиз: март - Лейбл: MCA Records - Формат: CD                     | —                       | —                       | —                       | —                       | —                       | —                       | —                       | —            |
| 2001 | 20th Century Masters — The Millennium Collection: The Best of Nanci Griffith - Релиз: февраль - Лейбл: MCA Nashville - Формат: CD, ЦД | —                       | —                       | —                       | —                       | —                       | —                       | —                       | —            |
| 2002 | From a Distance: The Very Best of Nanci Griffith - Релиз: июнь - Лейбл: MCA Nashville - Формат: CD, ЦД                                | —                       | —                       | —                       | —                       | —                       | 4                       | 36                      | —            |
| 2003 | The Complete MCA Studio Recordings - Релиз: июнь - Лейбл: MCA Nashville - Формат: CD, ЦД                                              | —                       | —                       | —                       | —                       | —                       | 6                       | —                       | —            |

### Бокс-сеты
Наборы полных сольных альбомов певицы. В общей сложности один релиз.
| Год  | Альбом                                                                                    | Высшие позиции в чартах | Содержимое |
| Год  | Альбом                                                                                    | ВЕЛ Американа           | Содержимое |
| ---- | ----------------------------------------------------------------------------------------- | ----------------------- | --- |
| 2023 | Working in Corners - Релиз: 8 сентября - Лейбл: Craft Recordings - Формат: 4 LP, 4 CD, ЦД | 20                      | - There’s a Light Beyond These Woods - Poet In My Window - Once In A Very Blue Moon - The Last of the True Believers |

## Синглы
Синглы в поддержку сольных альбомов артистки, а также записанные Гриффит вместе с The Crickets для сторонних проектов. В общей сложности 30 релизов. Некоторые из них выходили только в Великобритании и/или Ирландии (помечены соответствующими флагами).
| Год  | Название                                              | Высшие позиции в чартах | Высшие позиции в чартах | Высшие позиции в чартах | Высшие позиции в чартах | Альбом                                  |
| Год  | Название                                              | США Кант.               | КАН Кант.               | ВЕЛ                     | ИРЯ                     | Альбом                                  |
| ---- | ----------------------------------------------------- | ----------------------- | ----------------------- | ----------------------- | ----------------------- | --------------------------------------- |
| 1985 | «Once in a Very Blue Moon»                            | 85                      | —                       | —                       | —                       | Once in a Very Blue Moon                |
| 1986 | «Goin' Gone»                                          | —                       | —                       | —                       | —                       | The Last of the True Believers          |
| 1987 | «Lone Star State of Mind»                             | 36                      | —                       | —                       | —                       | Lone Star State of Mind                 |
| 1987 | «Trouble in the Fields»                               | 57                      | 43                      | —                       | —                       | Lone Star State of Mind                 |
| 1987 | «Cold Hearts/Closed Minds»                            | 64                      | —                       | —                       | —                       | Lone Star State of Mind                 |
| 1987 | «From a Distance»                                     | —                       | —                       | —                       | 9                       | Lone Star State of Mind                 |
| 1987 | «Never Mind»                                          | 58                      | —                       | —                       | —                       | Little Love Affairs                     |
| 1988 | «Outbound Plane»                                      | —                       | —                       | —                       | —                       | Little Love Affairs                     |
| 1988 | «I Knew Love»                                         | 37                      | —                       | —                       | 20                      | Little Love Affairs                     |
| 1988 | «Anyone Can Be Somebody’s Fool»                       | 64                      | —                       | —                       | —                       | Little Love Affairs                     |
| 1989 | «It’s a Hard Life Wherever You Go»                    | —                       | —                       | —                       | —                       | Storms                                  |
| 1989 | «You Made This Love a Teardrop»                       | —                       | —                       | —                       | —                       | Storms                                  |
| 1990 | «I Don’t Want to Talk About Love»                     | —                       | —                       | —                       | —                       | Storms                                  |
| 1991 | «Late Night Grande Hotel»                             | —                       | —                       | —                       | —                       | Late Night Grande Hotel                 |
| 1991 | «Heaven»                                              | —                       | —                       | —                       | —                       | Late Night Grande Hotel                 |
| 1993 | «Speed of the Sound of Loneliness» (с Джоном Прайном) | —                       | —                       | 81                      | —                       | Other Voices/Other Rooms                |
| 1993 | «From Clare to Here»                                  | —                       | —                       | 100                     | —                       | Other Voices/Other Rooms                |
| 1993 | «Across the Great Divide»                             | —                       | —                       | —                       | —                       | Other Voices/Other Rooms                |
| 1994 | «This Heart»                                          | —                       | —                       | —                       | —                       | Flyer                                   |
| 1994 | «On Grafton Street»                                   | —                       | —                       | —                       | —                       | Flyer                                   |
| 1994 | «Time of Inconvenience»                               | —                       | —                       | —                       | —                       | Flyer                                   |
| 1995 | «These Days in an Open Book»                          | —                       | —                       | —                       | —                       | Flyer                                   |
| 1996 | «Well… All Right» (с The Crickets)                    | —                       | —                       | —                       | —                       | Not Fade Away (Remembering Buddy Holly) |
| 1997 | «Everything’s Comin' Up Roses»                        | —                       | —                       | —                       | —                       | Blue Roses from the Moons               |
| 1997 | «Gulf Coast Highway» (с Дариусом Ракером)             | —                       | —                       | —                       | —                       | Blue Roses from the Moons               |
| 2001 | «Where Would I Be»                                    | —                       | —                       | —                       | —                       | Clock Without Hands                     |
| 2001 | «Clock Without Hands»                                 | —                       | —                       | —                       | —                       | Clock Without Hands                     |
| 2004 | «Heartbeat» (с The Crickets)                          | —                       | —                       | —                       | —                       | The Crickets & Their Buddies            |
| 2005 | «I Love This Town» (с Джимми Баффеттом)               | —                       | —                       | —                       | —                       | Hearts in Mind                          |
| 2012 | «Hell No (I’m Not Alright)»                           | —                       | —                       | —                       | —                       | Intersection                            |

## Видео

### Концерты
Съёмки концертных программ артистки. В общей сложности шесть релизов.
| Год  | Название | Подробности                                                         |
| ---- | --- | ------------------------------------------------------------------- |
| 1990 | One Fair Summer Evening                                                                                            | - Релиз: март - Лейбл: MCA Music Video - Формат: VHS, LaserDisc, ТВ |
| 1993 | Other Voices, Other Rooms                                                                                          | - Релиз: ноябрь - Лейбл: Elektra - Формат: VHS, LaserDisc           |
| 1999 | Other Voices, Too                                                                                                  | - Релиз: сентябрь - Лейбл: Elektra - Формат: VHS                    |
| 2002 | Winter Marquee | - Релиз: сентябрь - Лейбл: Rounder - Формат: DVD                    |
| 2005 | One Fair Summer Evening… Plus!                                                                                     | - Релиз: февраль - Лейбл: MCA Nashville - Формат: DVD               |
| 2006 | Mountain Stage: An Evening with Nanci Griffith, Paul Brady, Richard Thompson (с Полом Брэйди и Ричардом Томпсоном) | - Релиз: апрель - Лейбл: Inakustik - Формат: DVD                    |

### Видеоклипы
Музыкальные видео на песни артистки. В общей сложности 11 роликов.
| Год  | Название                                              | Режиссёр      | Альбом                                  |
| ---- | ----------------------------------------------------- | ------------- | --------------------------------------- |
| 1988 | «I Knew Love»                                         | Майк Саломон  | Little Love Affairs                     |
| 1989 | «From a Distance»                                     | н/д           | Lone Star State of Mind                 |
| 1990 | «It’s a Hard Life Wherever You Go»                    | Вилли Смэкс   | Storms                                  |
| 1990 | «I Don’t Want to Talk About Love»                     | н/д           | Storms                                  |
| 1991 | «Late Night Grande Hotel»                             | Софи Мюллер   | Late Night Grande Hotel                 |
| 1993 | «Speed of the Sound of Loneliness» (с Джоном Прайном) | Рокки Шенк    | Other Voices/Other Rooms                |
| 1993 | «Across the Great Divide»                             | Рокки Шенк    | Other Voices/Other Rooms                |
| 1994 | «This Heart»                                          | Рокки Шенк    | Flyer                                   |
| 1995 | «Well… All Right» (с The Crickets)                    | н/д           | Not Fade Away (Remembering Buddy Holly) |
| 2003 | «Good Night, New York»                                | н/д           | Winter Marquee                          |
| 2012 | «Hell No (I’m Not Alright)»                           | Стейси Хакеба | Intersection                            |

## Полезные ссылки
- Дискография Нэнси Гриффит на Discogs.com
- Дискография Нэнси Гриффит на AllMusic.com